# La fidanzata (singolo)
La fidanzata è un singolo del gruppo musicale italiano Articolo 31, pubblicato il 20 aprile 1998 come primo estratto dal quarto album in studio Nessuno.

## Descrizione
Scritto da J-Ax, DJ Jad, Liri e Gulmar, La fidanzata campiona il ritornello del brano del 1942 Mamma... voglio anch'io la fidanzata di Natalino Otto. Per richiamare il sound "vintage" del brano, il CD viene stampato come se fosse un vecchio vinile. Nella canzone è presente anche una citazione de La ballata del Cerutti di Giorgio Gaber.
All'interno dell'album il brano viene inoltre anticipato da una breve introduzione recitata dall'attrice e doppiatrice Grazia Migneco, a chiusura della traccia precedente, La rinascita.
Il brano al suo apice raggiunge la posizione #20 della classifica dei singoli più venduti in Italia.

## Tracce
CD promozionale
1. La fidanzata

CD singolo
1. La fidanzata
2. La fidanzata (versione strumentale)